# Holsträsket
Holsträsket är en sjö i Piteå kommun i Norrbotten och ingår i Rosån-Alterälvens kustområde. Sjön har en area på 1,64 kvadratkilometer och ligger 47 meter över havet.

## Delavrinningsområde
Holsträsket ingår i det delavrinningsområde (727481-176573) som SMHI kallar för Utloppet av Holsträsket. Medelhöjden är 58 meter över havet och ytan är 5,57 kvadratkilometer. Räknas de 2 avrinningsområdena uppströms in blir den ackumulerade arean 16,07 kvadratkilometer. Avrinningsområdets utflöde mynnar i havet. Avrinningsområdet består mestadels av skog (66 procent). Avrinningsområdet har 1,64 kvadratkilometer vattenytor vilket ger det en sjöprocent på 29,4 procent.